# Sumire Hata
Pour les articles homonymes, voir Hata.
Sumire Hata (秦 澄美鈴, Hata Sumire, née le 4 mai 1996) est une athlète japonaise, spécialiste du saut en longueur.

## Biographie
En 2023, Sumire Hata est sacrée championne d'Asie en salle à Astana puis championne d'Asie en plein air à Bangkok. Avec un saut à 6,97 m, elle y établit un nouveau record de la compétition et un nouveau record du Japon.

## Palmarès
| Date | Compétition                  | Lieu    | Résultat | Marque |
| ---- | ---------------------------- | ------- | -------- | ------ |
| 2023 | Championnats d'Asie en salle | Astana  | 1re      | 6,64 m |
| 2023 | Championnats d'Asie          | Bangkok | 1re      | 6,97 m |

## Records
| Épreuve          | Marque      | Lieu    | Date            |
| ---------------- | ----------- | ------- | --------------- |
| Saut en longueur | 6,97 m (NR) | Bangkok | 14 juillet 2023 |